# Helge Bojsen-Møller

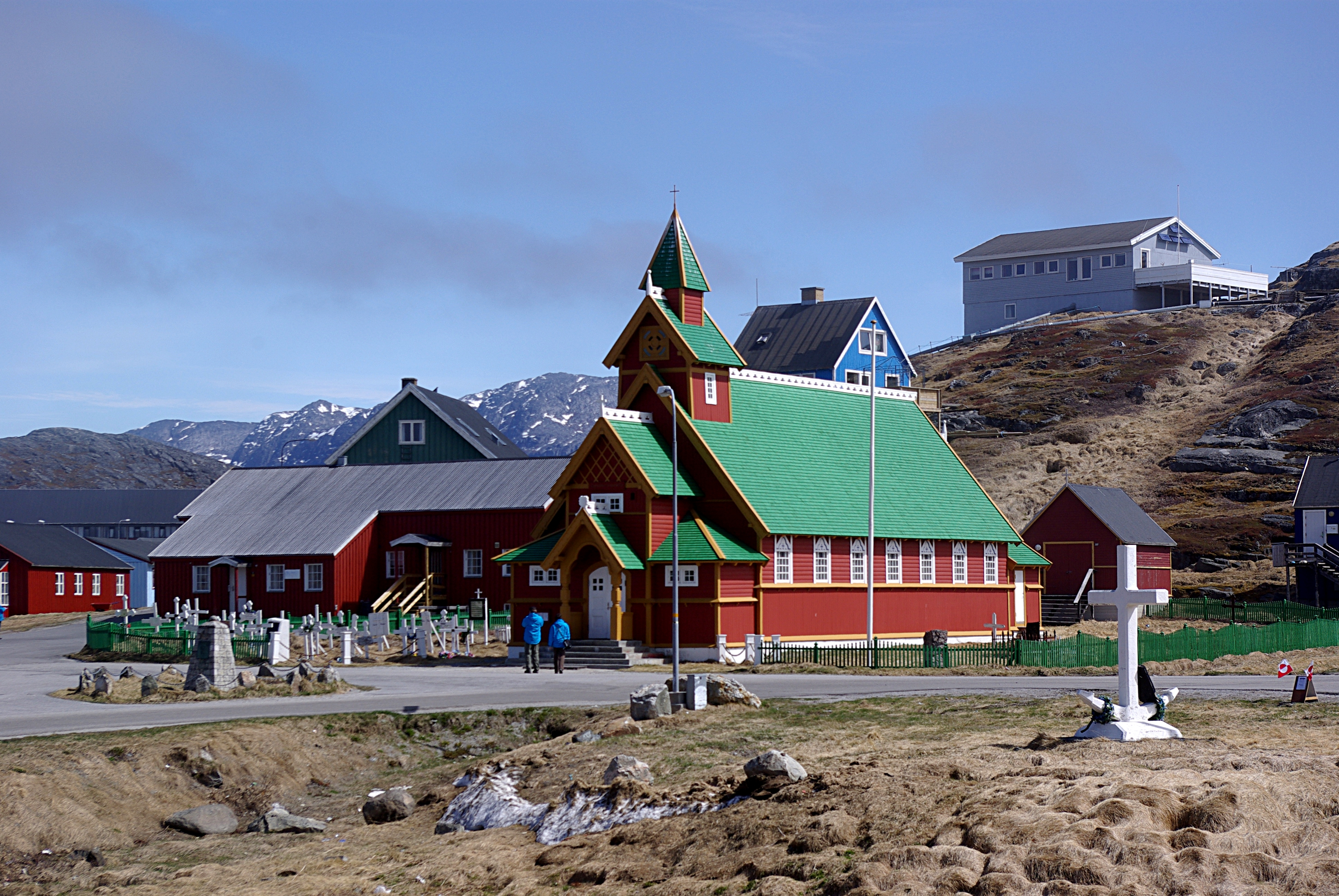
Kyrkan i Paamiut (tidigare Frederikshåb), 1908

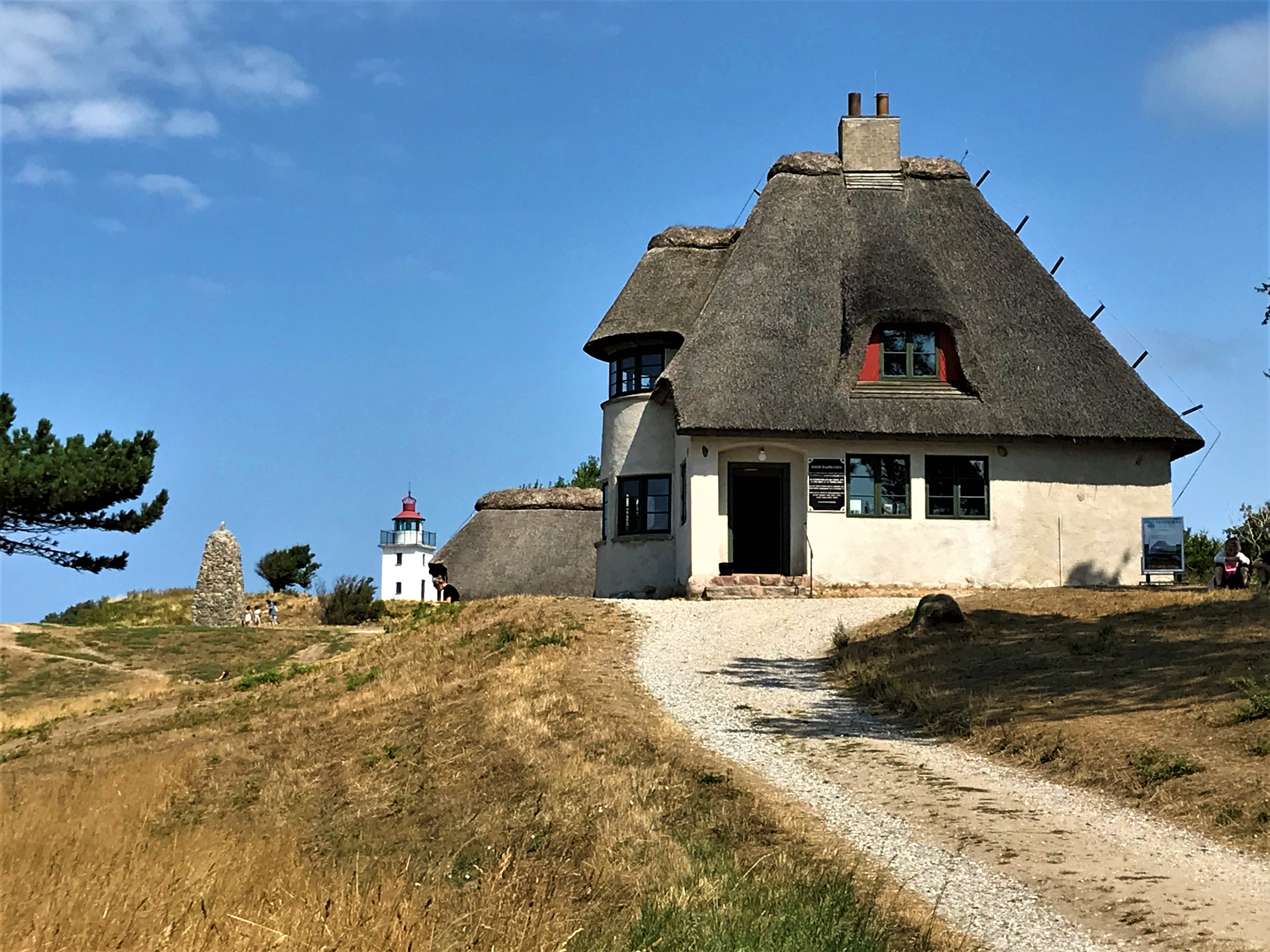
Knud Rasmussens hus

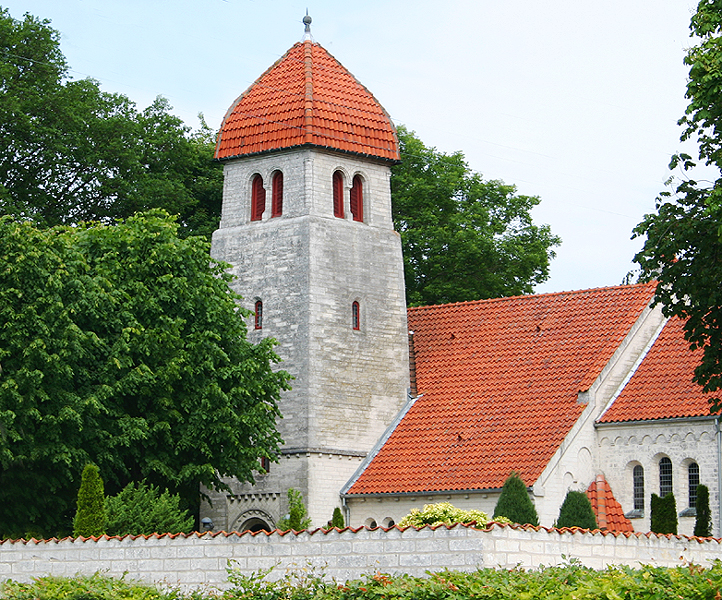
Højerup Kirke

Helge Bojsen-Møller, född 19 april 1874 i Sejling i Midtjylland i Danmark, död 4 september 1946 i Gentofte, var en dansk arkitekt.
Helge Bojsen-Møller var son till sockenprästen Frederik Otto Ditlev Møller och kvinnosakskämpen Jutta Kunigunde Bojsen. Han gick i lära och blev snickare. Han utbildade sig därefter till arkitekt på Kunstakademiet 1894–1903 och blev medhjälpare till Ludvig Fenger, Martin Borch respektive Axel Berg. Han fick Neuhausens pris 1905 och flera stipendier. För dessa medel reste han 1901 till Italien och Tyskland och senare 1902 till Österrike, Italien och Frankrike. 
Helge Bojsen-Møller hade från 1904 ett eget arkitektkontor. Han var också lärare vid Kunstakademiets Arkitektskole 1910-1918 och direktör i Kjøbenhavns Brandforsikring från 1925. Han är känd för sina byggnader för Nordsjællands Elektricitets- og Sporvejs AS och Nordvestsjællands Elektricitetsværk samt för sjukhus, samtliga järnvägsstationer vid Langelandsbanen och för kaserner.
Han gifte sig 1903 med Ella Jacobsen. 

## Grönland
Hus ritade av Helge Bojsen-Møller kom i särskilt hög grad sätta prägel på byggnationen i Grönland. År 1908 ritade han kyrkan i dåvarande Frederikshåb. Därefter fick han i uppdrag att rita nästan alla offentliga byggnader i Grönland: kyrkor, skolor och sjukhus samt också bostadshus. Allt som allt blev det omkring 200 verk i Grönland under perioden 1910–1940 samt år 1946, då han före sin död skisserade Grönlands största sammanhängande barn- och ungdomsskola i Qullissat, samt Landskassens båtbyggeri i dåvarande  Egedesminde.

## Byggnader i Danmark i urval
- Elektricitetsværket i Kalundborg (1907)
- Tuberkulosehospitalet i Holstebro (1907)
- Amtssygehuset i Ringkøbing (1908) och i Herning (1908-1909)
- Kirkeligt Samfunds Forsamlingsbygning i Hjørring (1908)
- Langelandsbanens 13 stationsbygninger (samtliga färdigbyggda 1911)
- Kasernen Avedørelejren, Hvidovre (1911-1913)
- Højerup Kirke (1912-1913)
- Vest- og Sønderjysk Kreditforenings administrationsbyggnad i Ringkøbing (1913)
- Amtssygehuset i Lemvig (1913)
- Sparekassen i Viborg (1914-1915)
- Ny Holte højere Almenskole (1915)
- Knud Rasmussens hus, Hundested (1916)
- Ting- og Arresthuset i Ringkøbing (1918)
- Dommerkontoret i Lemvig (1919)
- Gentofte Hospital (1922-1927, tillsammans med Emil Jørgensen)
- Nordsjællands Elektricitets- og Sporvejs AS:s tidigare huvudbyggnad på Strandvejen 102, Hellerup (1934)
- Nordvestsjællands Elektricitetsværks administrationsbyggnad, Svinninge (1937)

## Bildgalleri

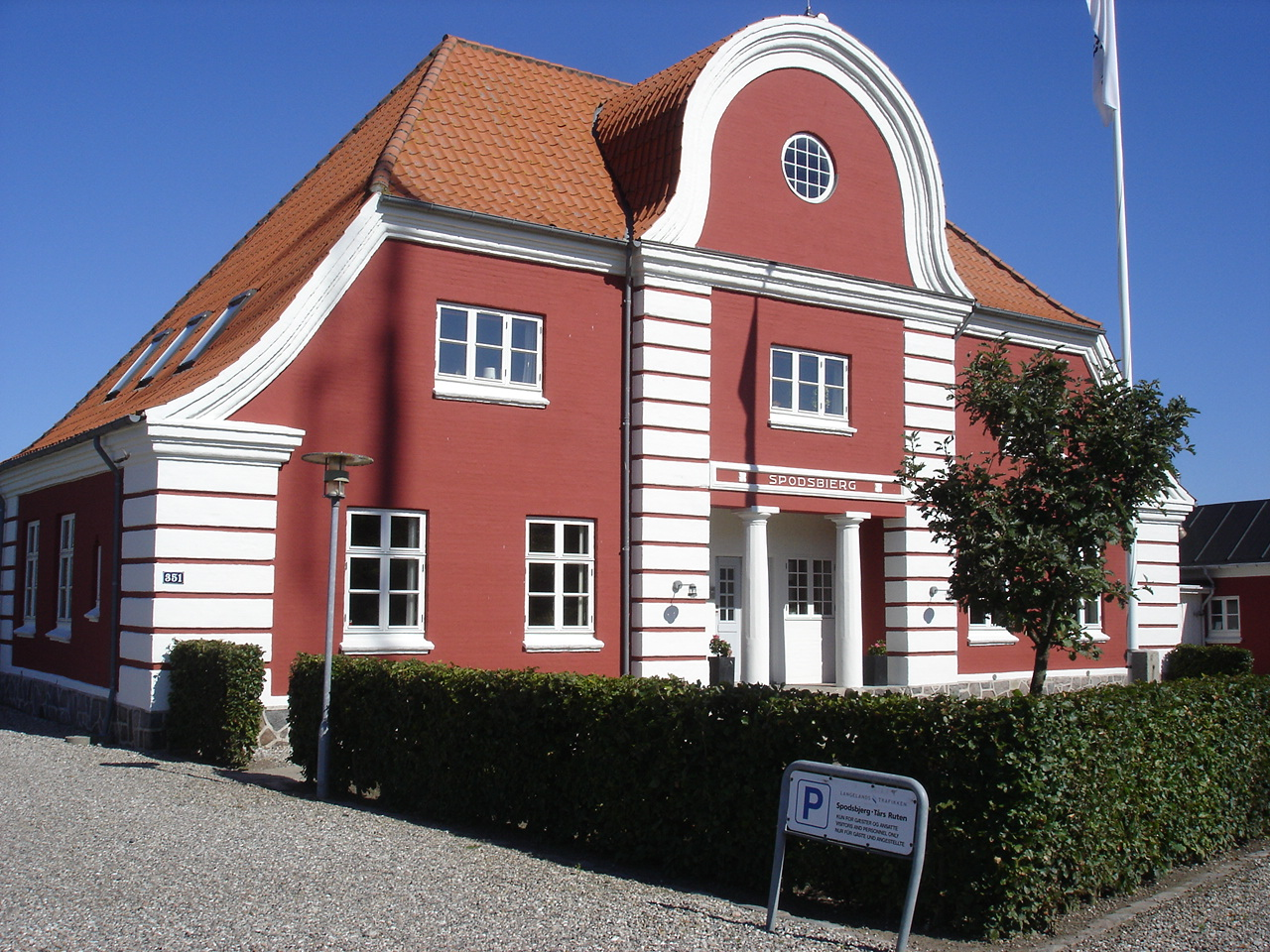
Spodsbjerg Station
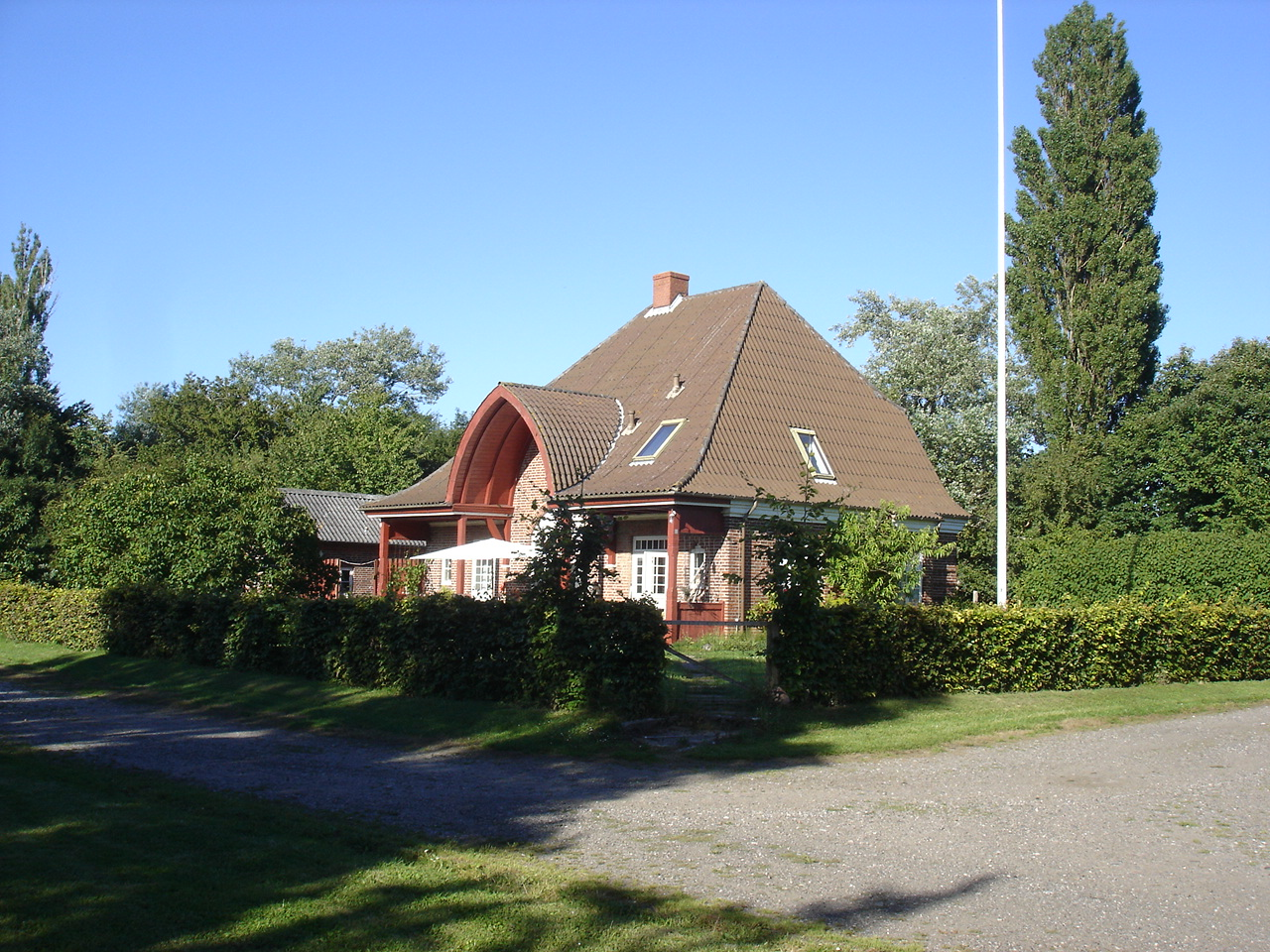
Nordenbro Station på Langeland
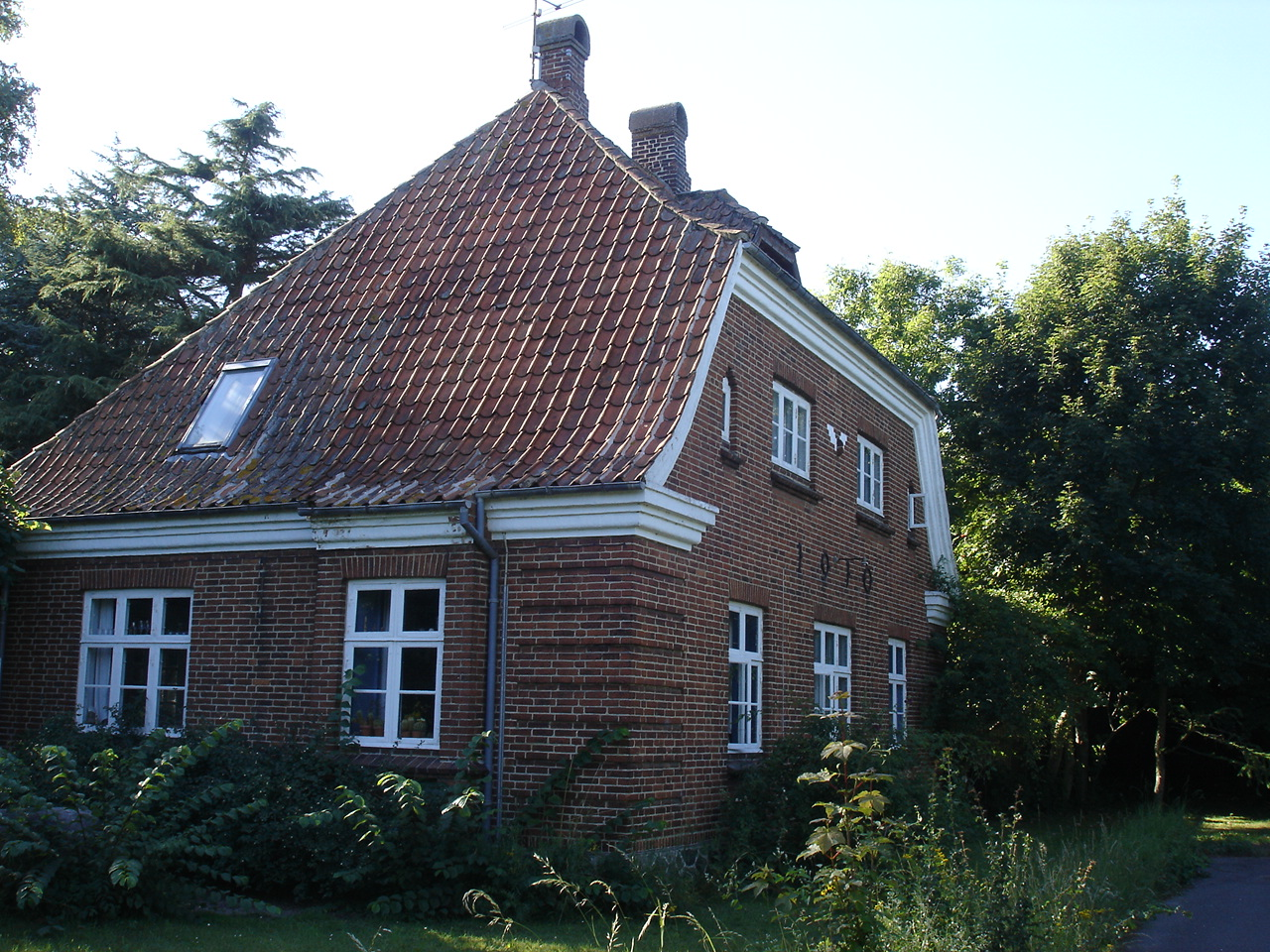
Tryggelev Station på Langeland
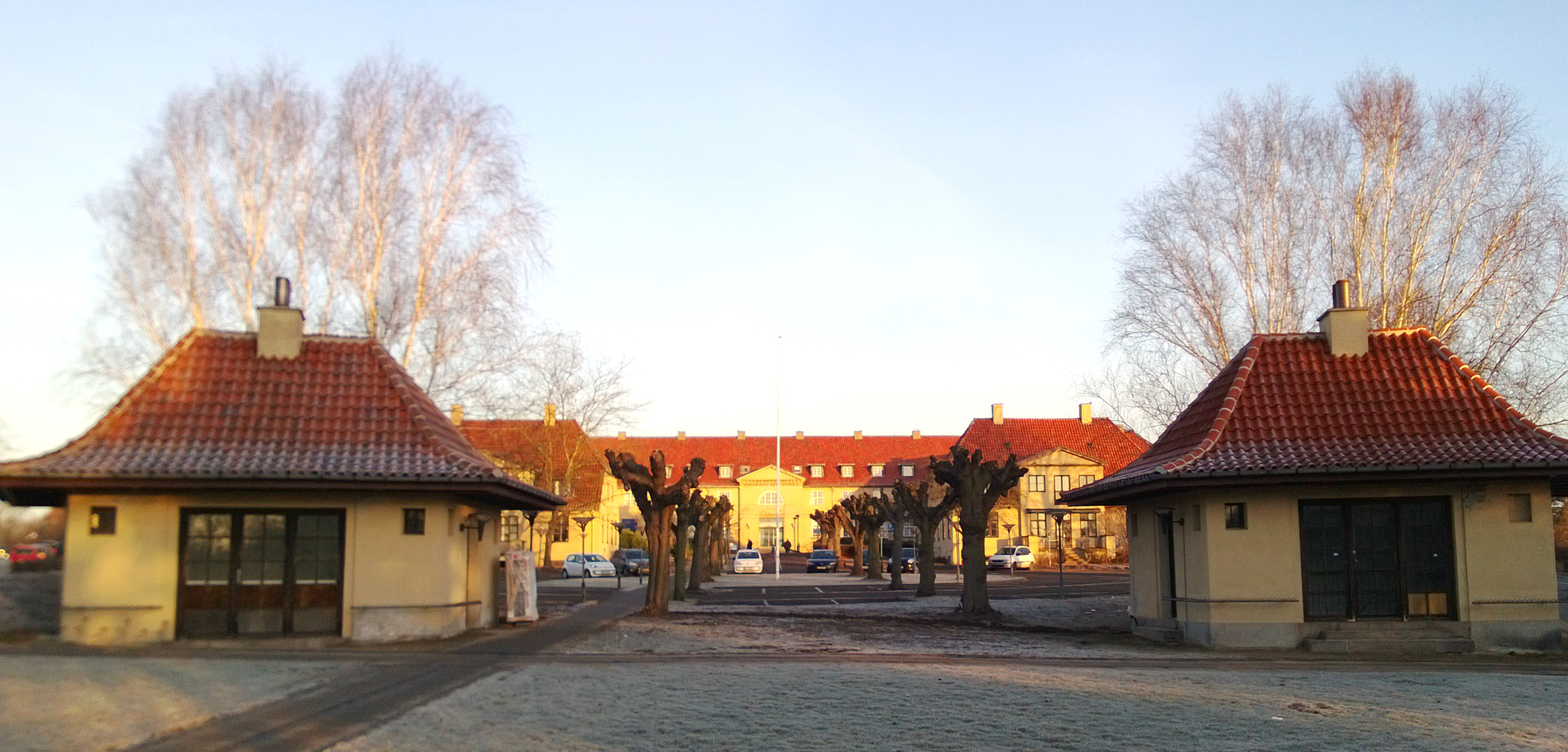
Gentofte Hospital
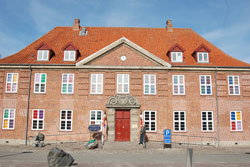
Avedørelejrens kommandantbyggnad i Hvidovre